# Albert Grisar

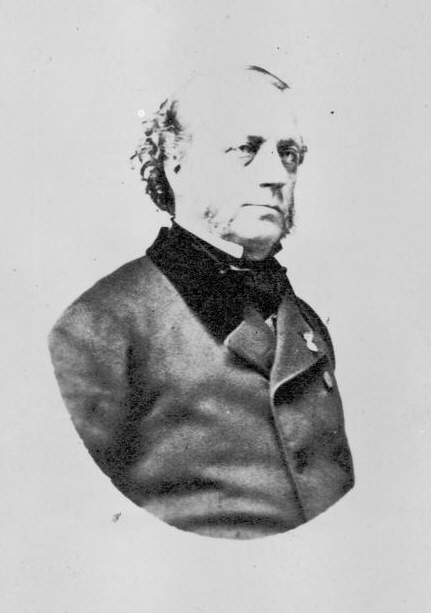
Albert Grisar (fotografie)

Albert Grisar (25. prosince 1808 Antverpy - 15. června 1869, Asnières-sur-Seine, Francie) byl belgický operní skladatel činný zejména v Paříži v oboru opéra comique.

## Život
Albert Grisar pocházel z bohaté obchodnické rodiny v Antverpách; jeho otec pocházel z Německa (Nasavska), matka z francouzského Rouenu. V Antverpách získal i první hudební vzdělání u (Jeana-Françoise-)Josepha Janssense (1801-1835, žáka Jeana-Françoise Lesueura); jeho idolem byl již tehdy skladatel komických oper François-Adrien Boieldieu. Současně se však jako nejstarší syn zaučoval v rodinném podniku, ačkoli postrádal obchodního ducha. Roku 1829 jej otec vyslal na zkušenou ke svému obchodnímu partnerovi v Liverpoolu, když však ve Francii vypukla Červencová revoluce, opustil své místo a odešel do Paříže a s francouzskými dobrovolníky se vydal i do revolučního Bruselu. Otec si však tuto aktivitu nepřál a nechal syna poslat raději zpátky do Paříže, kde mu povolil studium u Antonína Rejchy. Od té doby se Grisar věnoval jen hudbě; případné výpadky příjmů mu po celý život hradili jeho čtyři mladší bratři, kteří pokračovali v úspěšném podnikání.
První hudební úspěch zažil Grisar poté, co na návštěvě v rodných Antverpách roku 1832 byla na soukromé oslavě provedena jeho romance La Folle (na slova Porreta de Morvan). Její ohlas přesvědčil Grisara, aby melodii nechal vydat a nabídl ji slavnému tenoristovi Adolphu Nourritovi, který tehdy pobýval v Bruselu. Nourrit ji provedl s velkým úspěchem a do svého repertoáru ji zařadily i jiné pěvecké osobnosti. Úspěch přinesl Grisarovi zakázku na první komickou operu Nemožná svatba (Le Mariage impossible), kterou uvedlo bruselské a antverpské divadlo roku 1833. Grisar získal první oficiální uznání a stipendium od belgické vlády.

Poté se Grisar opět usadil v Paříži, kde roku 1836 uvedl svou první pařížskou operu Sarah (v Opéra-Comique) a následovalo několik dalších děl, z nichž největší přízeň zaznamenala Zázračná voda (L'Eau merveilleuse) v Théâtre de la Renaissance. Na řadě děl spolupracoval se svým celoživotním přítelem Friedrichem von Flotowem. Roku 1840 však odešel na osm let do Itálie, kde se věnoval především studiu hudby, zejména italské opery buffy. Nějakou dobu byl v Neapoli žákem Saveria Mercadanta. 

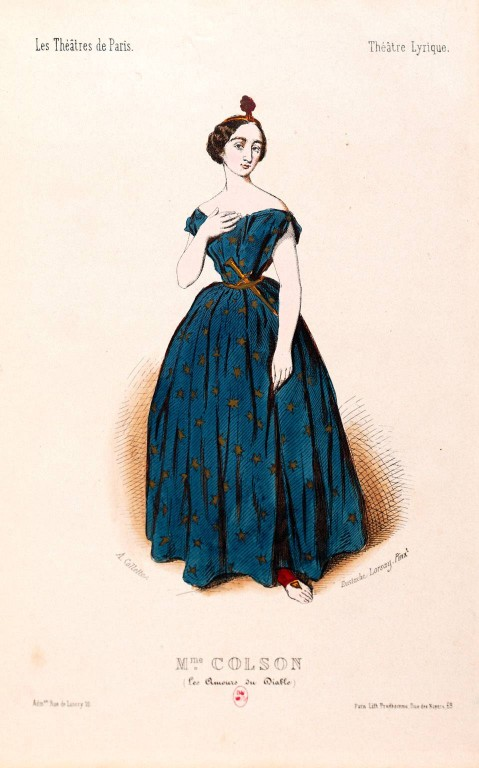
Pěvkyně Pauline Marchandová („Mme. Colson“) jako ďáblice v Grisarových Les Amours du diable, 1853

Tam i na jiných italských místech také z pověření belgické vlády zkoumal hudbu belgických autorů v italských církevních archivech. Po svém pobytu v Neapoli se definitivně usadil v Paříži. Ještě před jeho návratem uvedla v únoru 1848 Opéra-Comique první plod Grisarova italského studia a rovněž jeho první trvalejší divadelní úspěch, operu s názvem Gille únoscem (Gille je belgická karnevalová postava) inspirovanou commedií dell'arte.
První polovina 50. let 19. století byla Grisarovým nejplodnějším obdobím a vrcholem jeho kariéry. Tehdy vznikly jeho nejhranější opery Les Porcherons (1850), Dobrou noc, pane Pantalone (Bonsoir, Monsier Pantalon, 1851), Ďábelské lásky (Les Amours du diable, 1853) a Zahradníkův pes (Le chien du jardinier, 1855). Ty měly i značný mezinárodní úspěch. Nejpopulárnější z nich, jednoaktovky Pana Pantalona a Zahradníkova psa, hrálo s úspěchem i pražské Prozatímní divadlo a Národní divadlo. Naproti tomu pokus o vážnější obor (Bruggský zvoník - Le carilloneur de Bruges, 1852) ukázal meze jeho talentu.
Po roce 1855 Grisar čím dále tím více upadal do depresí. Přestože stále usilovně pracoval, stával se nespolehlivým a nesoustředěným; řada jeho projektů z této doby nebyla nikdy dokončena. Z jeho pozdějších děl zaujala jen pohádková Kouzelná kočka (La Chatte merveilleuse, 1862). Zemřel náhle 15. června 1869 na letním bytě v Asnières u Paříže.
Grisarova hudba se vyznačuje humorem, lehkostí a gracií, většinou však nedosahuje psychologické hloubky, hudební motivy jsou jen minimálně rozvíjeny a zejména ranější díla trpí problémy v instrumentaci.
Od počátku 20. století upadla Grisarova jevištní díla prakticky v zapomnění, což je osud většiny děl klasické opéry comique. Dnes jsou uváděna velmi zřídka a spíše menšími divadly, pro která jsou vhodná svými menšími hudebními nároky. V roce 2007 například hrálo obě Grisarovy nejznámější aktovky divadlo v Neuburgu an der Donau.

## Dílo
Komické opery:
| Český název                                                              | Původní název                    | Počet dějství | Libreto | Datum premiéry (a české premiéry)  | Místo, divadlo                                                |
| ------------------------------------------------------------------------ | -------------------------------- | ------------- | --- | ---------------------------------- | ------------------------------------------------------------- |
| Nemožná svatba                                                           | Le Mariage impossible            | 2             | Porret de Morvan na základě vaudevillu Mélesvilla (vl. jm. Anne-Honoré-Joseph baron de Duveyrier) a Pierra-Françoise-Adolpha Carmouche | 4. března 1833                     | Brusel, Théâtre de la Monnaie                                 |
| Sarah aneb Sirotek z Glencoe                                             | Sarah, ou l'Orpheline de Glencoé | 2             | Mélesville) | 26. dubna 1836                     | Paříž, Théâtre de l'Opéra-Comique                             |
| Rok 1000                                                                 | L'An Mil                         | 1             | Mélesville, Paul Foucher | 23. června 1837                    | Paříž, Théâtre de l'Opéra-Comique                             |
| Švýcarka v Trianonu                                                      | La Suisse à Trianon              | 1             | Jules-Henri Vernoy de Saint-Georges a Adolphe de Leuven (vl. jm. Adolphe Ribbing)                                                      | 8. března 1838                     | Paříž, Théâtre des Variétés                                   |
| Lady Melvil (spolu s Friedrichem von Flotowem)                           | Lady Melvil                      | 3             | Jules-Henri Vernoy de Saint-Georges a Adolphe de Leuven                                                                                | 15. listopadu 1838                 | Paříž, Théâtre de la Renaissance                              |
| Zázračná voda (spolu s Friedrichem von Flotowem)                         | L'Eau merveilleuse               | 2             | Thomas Sauvage | 30. ledna 1839                     | Paříž, Théâtre de la Renaissance                              |
| Ztroskotání Medúzy (spolu s Friedrichem von Flotowem a Augustem Pilatim) | Le Naufrage de la Méduse         | 4             | Hippolyte a Théodore Cogniardovi | 31. května 1839                    | Paříž, Théâtre de la Renaissance                              |
| Převleky                                                                 | Les Travestissements             | 1             | Deslandes | 16. listopadu 1839                 | Paříž, Théâtre de l'Opéra-Comique                             |
| Opera u dvora (spolu s Adrienem Boieldieuem, zčásti pasticcio)           | L'Opéra à la Cour                | 3             | Eugène Scribe a Jules-Henri Vernoy de Saint-Georges                                                                                    | 16. července 1840                  | Paříž, Théâtre de l'Opéra-Comique                             |
| Gille únoscem                                                            | Gille ravisseur                  | 1             | Thomas Sauvage na námět Thomase d'Hèle                                                                                                 | 21. února 1848                     | Paříž, Théâtre de l'Opéra-Comique                             |
| Les Porcherons (aneb Osudné dostaveníčko)                                | Les Porcherons                   | 3             | Thomas Sauvage a Jules Joseph Gabriel de Lurieu                                                                                        | 12. ledna 1850                     | Paříž, Théâtre de l'Opéra-Comique                             |
| Dobrou noc, pane Pantalone                                               | Bonsoir, Monsieur Pantalon       | 1             | Lockroy (vl. jm. Joseph-Philippe Simon) a Porret de Morvan                                                                             | 19. února 1851 (28. dubna 1871)    | Paříž, Théâtre de l'Opéra-Comique (Praha, Prozatímní divadlo) |
| Bruggský zvoník                                                          | Le Carilloneur de Bruges         | 3             | Jules-Henri Vernoy de Saint-Georges | 20. února 1850                     | Paříž, Théâtre de l'Opéra-Comique                             |
| Ďábelské lásky                                                           | Les Amours du diable             | 4             | Jules-Henri Vernoy de Saint-Georges | 11. března 1853                    | Paříž, Théâtre-Lyrique                                        |
| Zahradníkův pes                                                          | Le Chien du jardinier            | 1             | Lockroy a Eugène Cormon (vl. jm. Pierre-Étienne Piestre)                                                                               | 16. ledna 1855 (7. listopadu 1872) | Paříž, Théâtre de l'Opéra-Comique (Praha, Prozatímní divadlo) |
| Cesta kolem mého pokoje                                                  | Voyage autour de ma chambre      | 1             | Duvert a Lauzanne | 12. srpna 1859                     | Paříž, Théâtre de l'Opéra-Comique                             |
| Žalářník od svatého Jakuba (revidovaná Lady Melvil)                      | Le Joaillier de Saint-James      | 3             | Jules-Henri Vernoy de Saint-Georges a Adolphe de Leuven, upravil Eugène Labiche                                                        | 17. února 1862                     | Paříž, Théâtre de l'Opéra-Comique                             |
| Kouzelná kočka                                                           | La Chatte merveilleuse           | 3             | Dumanoir a Adolphe-Philippe d'Ennery (vl. jm. Dennery)                                                                                 | 18, března 1862                    | Paříž, Théâtre-Lyrique                                        |
| Koktání z lásky                                                          | Bégaiements d'amour              | 1             | Charles (vl. jm. Charlemagne) Deulin a Émil-Fernand hrabě de Najac                                                                     | 8. prosince 1864                   | Théâtre-Lyrique                                               |
| Dvanáct nevinných                                                        | Douze innocents                  | 1             | Émil-Fernand hrabě de Najac | 19. října 1865                     | Paříž, Théâtre des Bouffes-Parisiens                          |
| Proces (opereta)                                                         | Le Procès                        | 1             | Élisabeth-Françoise Adam-Boisgontier                                                                                                   | červenec 1867                      | publikováno v Journal de demoiselles                          |

Mezi nedokončenými partiturami jsou Riquet à la houppe, Rigolo, Afraja, Le Parapluie enchanté.
Vedle svých jevištních děl publikoval Grisar kolem 50 písní, které označoval jako „romance“, z nichž nejpopulárnější byly Šílená (La Folle), Klášterní pradleny (Laveuses du Couvent), Sbohem, krásné břehy Francie (Adieu, beau rivage de France).